# Wiking (film 2016)
Wiking (ros. Викинг) – rosyjski dramat historyczny z 2016 roku w reżyserii Andrieja Krawczuka. Opowiada o wydarzeniach z X wieku na średniowiecznej Rusi Kijowskiej.

## Fabuła
Ruś Kijowska, koniec X wieku. W 970 r. kniaź Światosław I wyruszając na wojnę przeciw Bizancjum w 970 roku, podzielił kraj pomiędzy swych synów: Jaropełkowi (Aleksandr Ustyugov) powierzył sprawowanie władzy w Kijowie, Olegowi (Kiriłł Pletniow) wyznaczył ziemie Drewlan, a Włodzimierzowi (Daniła Kozłowski) oddał Nowogród. W 972 r. wojska ruskie, pokonane w bitwie pod Dorostolon przez cesarza bizantyńskiego Jana I Tzimiskesa, rozpoczęły odwrót do Kijowa. Na porohach Dniepru (okolice Chortycy) wpadły w zasadzkę przygotowaną przez Pieczyngów, gdzie zostały ponownie pokonane, a Światosław I stracił życie. Do Kijowa powróciły jedynie niedobitki wojsk ruskich pod dowództwem wojewody Swenelda. Na wieść o śmierci Światosława Jaropełk najechał ziemie Olega, gdzie podczas zdobywania stolicy Oleg zginął. Następnie Jaropełk skierował swe wojska w kierunku Nowogrodu, który zajął bez wysiłku. Włodzimierz uciekł do Skandynawii, gdzie zaczął werbować Wikingów do armii, która miała rozprawić się z wojskami Jaropełka.

## Obsada
- Daniła Kozłowski – kniaź nowogrodzki Włodzimierz Światosławowic najmłodszy syn Światosława I
- Kiriłł Pletniow – kniaź drewlański, Oleg Światosławowic, kniaź drewlański, średni syn Światosława I
- Aleksandr Ustiugow – kniaź kijowski Jaropełk I Światosławowic, najstarszy syn Światosława
- Swietłana Chodczenkowa – kniahini Irina, greczynka, żona Jaropełka, którą następnie poślubił kniaź Włodzimierz
- Aleksandra Borticz – Rogneda, kniaziówna połocka, córka kniazia Rogwołoda, jedna z żon kniazia Włodzimierza.
- Igor Pietrienko – Wareżko, wojewoda kniazia kijowskiego Jaropełka I[1]
- Władimir Jepifancew – Fiodor, wojewoda kniazia kijowskiego Jaropełka, który przyjął chrześcijaństwo i imię Władimir
- Maksim Suchanow – Sweneld (staronord. Sveinaldr, łac. Svenaldus), wojewoda kniazia Światosława I
- Nikołaj Kozak – Lut, syn Swenelda
- Natalia Ryczkowa – żona Swenelda
- Andriej Smoliakow – kniaź połocki Rogwołod (staronord. Ragnvald)
- Rostisław Bierszauer – Błud, wojewoda kniazia połockiego Rogwołoda
- Paweł Deląg – Anastas
- Aleksiej Diemidow – Samocha
- Aleksandr Łobanow – Putiana I Wielki, tysięcznik nowogrodzki (elekcyjny i odwoływalny kniaź nowogrodzki),
- Anton Adasinski – wołchw
- Żajdarbiek Kungużynow – setnik Pieczyngów
- Iwan Szmakow – Jan, syn Fiodora
- Julija Pisarenko – poganka
- Joakim Nätterqvist – hevding (zastępca jarla ds. wojskowych)
- Harald Thompson Rosenstrøm – Einar
- Oleg Dobrowan – Walgard
- Ziedonis Ločmelis – Torwald
- Aleksandr Armier – Ulwar
- John DeSantis – berserk
- Wilen Babiczew – wiking
- Michaił Sałomatin – wiking
- Oleg Sizow – wiking
- Władimir Butenko – wiking

## Produkcja
Zdjęcia do filmu kręcono na terytorium okupowanego Krymu (Sewastopol, Bakczysaraj, Sudak).